# Amber Riley
Amber Patrice Riley (Compton, Califórnia, 15 de fevereiro de 1986), também conhecida com RILEY, é uma atriz, cantora, compositora e ativista americana. Mais conhecida por participar do elenco da série Glee (2009-2015) como Mercedes Jones. Por sua atuação na série, ela ganhou um Screen Actors Guild Award e foi indicada para três Teen Choice Awards, três NAACP Image Awards e um Grammy.
Interpretou o papel de Effie White no musical Dreamgirls na West End, no qual venceu um Prêmio Laurence Olivier de Melhor Atriz em um Musical.
É vencedora da 17ª temporada da programa de dança Dancing With The Stars e da 8ª temporada de The Masked Singer EUA.

## Biografia
Amber nasceu em Compton, cidade localizada no estado da Califórnia no Condado de Los Angeles e depois mudou-se para La Mirada, também em Los Angeles, Califórnia. Filha de Elwin Riley e Tynee Hightower-Riley, que se divorciaram quando ela ainda era criança, Amber é a mais nova de três irmãs, Toiya e Ashley. Amber se formou em La Mirada High School, Califórnia, no ano de 2004.

## Carreira
Quando adolescente atuou e fez backing vocal no Los Angeles Opera em produções como Alice in Wonderland (Alice no país das maravilhas), A Midsummer Night's Dream (Sonhos de uma noite de verão), Mystery on the Docks e Into the Woods.
Conseguiu seu primeiro papel na TV em 2002 em um projeto piloto de Ryan Murphy, criador de Glee, chamado St. Sass, que não foi lançado. Riley fez o teste para American Idol aos 17 anos, durante a segunda temporada, mas foi rejeitada pelos produtores. Antes de ser escolhida para interpretar Mercedes Jones em Glee, Amber trabalhava como vendedora na loja Ikea em Carson, Califórnia por dois anos. Amber participava de shows de talento para funcionários da empresa cantando.
Fez sua estreia em um musical em Nova York em novembro de 2012 no espetáculo Cotton Club Parade com sete apresentações. Como compositora musical, co-escreveu a música "Leave A Light On" do album álbum Living for the Weekend do grupo musical feminino The Saturdays.
Em 2015, estrelou o primeiro filme de sua carreira, o filme natalino para a TV intitulado "My One Christmas Wish" (em português: Meu Único Desejo de Natal). Em 3 de dezembro, interpretou Addaperle a Bruxa Boa do Norte numa adaptação ao vivo para a TV do musical "The Wiz", ao lado de Queen Latifah, Mary J. Blige e Ne-Yo. O espetáculo foi produzido e transmitido pela emissora NBC.
Amber canta a música de abertura de Doutora Brinquedos a partir da quarta temporada do desenho animado.

### Glee
Estrelou no seriado Glee, da emissora Fox, que teve sua estreia no Brasil em 18 de novembro de 2009, interpretando a personagem Mercedes Jones, poderosa cantora adolescente que sonha em se tornar uma diva famosa algum dia e rival da personagem Rachel Berry.
Amber cantou vários solos na série, incluindo “And I Am Telling You I'm Not Going”, originalmente cantada por Jennifer Hudson no filme Dreamgirls, “Bust Your Windows”, música da cantora Jazmine Sullivan, “Hate On Me”, de Jill Scott, “Ain't No Way”, de Aretha Franklin e "Beautiful", de Christina Aguilera. A personagem de Amber Riley, Mercedes Jones, cantou junto com Santana (Naya Rivera) o single "The Boy is Mine", originalmente das cantoras Brandy e Monica e "River Deep, Mountain High" de Tina Turner. Na segunda temporada de Glee, Amber canta o sucesso que marcou o retorno de Whitney Houston, "I Look to You", além de "I Will Always Love You" na terceira temporada.
Na série Amber conseguiu maior visibilidade, sendo convidada para cantar em eventos, premiações, jogos de futebol e também na Casa Branca para o Presidente Obama.
Na 5.ª temporada Amber não fez parte do elenco regular, porém foi convidada a participar em 11 episódios após sua vitória em Dancing With The Stars. Quando o cenário da série foi mudado integralmente para Nova York a personagem de Amber, Mercedes, mudou-se para a localidade. Uma de suas próprias músicas, "Colorblind", foi performada por Amber no episódio 'Bash' da 5.ª temporada. A música foi escrita por Emeli Sandé e Claude Kelly para ser incluída no seu álbum de estreia. Antes do episódio ir ao ar, Amber fez uma apresentação cantando "Colorblind" no programa 'The Queen Latifah Show' EM 3 de abril de 2014. A série terminou em sua 6.ª temporada, em 2015.

### Dancing With The Stars
Amber fez parte do elenco da 17.ª temporada do programa americano Dancing With The Stars. Seu parceiro foi o dançarino e coreógrafo, cinco vezes campeão do programa, Derek Hough.
No programa de estreia, no dia 16 de setembro de 2013, Amber dançou o ritmo Chá-chá-chá (ao som da música "Wings" da banda Little Mix) e foi o destaque da noite, recebendo nota 9 dos três jurados — a maior nota da noite. Após 11 semanas de competição, na final da temporada exibida em 26 de novembro de 2013, dançou uma mistura de Samba com Quickstep e foi decretada vencedora da temporada, totalizando 444 pontos.
Amber foi a primeira mulher afro-americana a vencer a competição; com ela Derek Hough ganhou pela quinta vez.

### Dreamgirls
Em 2016 Amber interpretou a protagonista Effie White na adaptação do musical Dreamgirls de West End em Londres, exibido no Savoy Theatre. O papel foi de Jennifer Holliday na Broadway e de Jennifer Hudson no cinema. Em Dreamgirls Riley canta, entre outras músicas, "And I'm Telling You I'm Not Going", "I Am Changing" e "It's All Over" músicas já cantadas por ela em Glee. Amber encantou o público britânico como Effie White desde a estreia recebendo muitas críticas positivas do público e de especialistas em teatro musical, a busca foi tão grande pela peça que ela foi estendida.
Pela sua performance no musical, ela ganhou o prêmio "Whats on stage Awards" de Melhor Atriz em um Musical com votação do público, um Prêmio Evening Standard Theatre de Melhor Performance Musical e, por Melhor Atriz em um Musical, recebeu o prestigiado Laurence Olivier Award que premia os melhores do teatro profissional de Londres e é considerado o equivalente ao Tony Awards da Broadway.

### EP RILEY
Em 28 de fevereiro de 2020, Riley confirmou que terminou de gravar músicas para seu EP de estreia. Após a performance de "A Moment" no programa Jimmy Kimmel Live! em 28 de agosto, foi anunciado que seu EP seria lançado no dia 2 de outubro. Mais tarde, ela confirmou que se apresentaria como cantora sob o nome RILEY e lançou o single "A Moment" em 4 de setembro. "BGE" (sigla para Big Girl Energy) foi lançado como o segundo single do EP em 18 de setembro, junto com seu videoclipe. O EP foi lançado em 2 de outubro de 2020, com um total de seis faixas. Em 8 de outubro de 2020, ela lançou um videoclipe para a faixa "Creepin'".

### The Masked Singer - Estados Unidos e Reino Unido
Com um espaço de apenas alguns meses entre 2022 e 2023, Amber competiu em duas versões de The Masked Singer: nos Estados Unidos e no Reino Unido. Na versão estadunidense, Amber participou da 8ª temporada como "Harpa" e se consagrou como campeã da temporada. Na 4ª temporada da versão Britânica, como "Água-viva", ela chegou até a semifinal e ficou em 4º lugar.

## Vida Pessoal
Em 2015, Amber passou por uma cirurgia para retirada de nódulos nas cordas vocais: "Eu precisei após anos e anos de cantar e gravar e me exaustar".
Em novembro de 2020 Amber anunciou estar noiva do empresário Desean Black, após 2 anos, em Abril de 2022, ela confirmou o término do relacionamento.
Amber é ativista do movimento Black Lives Matter.

## Discografia

### EP
| Título | Detalhes                                           |
| ------ | -------------------------------------------------- |
| RILEY  | Lançamento em 2 de Outubro de 2020 com seis faixas |

## Filmografia

### Televisão
| Ano         | Série                           | Papel                          | Notas                                                                                     |
| ----------- | ------------------------------- | ------------------------------ | ----------------------------------------------------------------------------------------- |
| 2002        | St. Sass                        | Toby                           | Piloto                                                                                    |
| 2009 – 2015 | Glee                            | Mercedes Jones                 | 6 temporadas - 93 episódios                                                               |
| 2010        | The Simpsons                    | Aiesha (Voz)                   | Episodio: "Elementary School Musical"                                                     |
| 2012        | RuPaul's Drag Race              | Jurada                         | Episodio: 4x3 "Glamazons vs. Champions"                                                   |
| 2012        | The Glee Project                | Mentora                        | 2.ª Temporada - Episódio: "Tenacity"                                                      |
| 2012        | This Is How I Made It           |                                | Episódio 5 com Flo Rida                                                                   |
| 2013        | Dancing With The Stars          |                                | Vencedora da 17ª Temporada (com Derek Hough)                                              |
| 2015        | The Wiz Live                    | Addaperle (Bruxa Boa do Norte) | Musical transmitido ao vivo pela emissora NBC.                                            |
| 2016        | Crazy Ex-Girlfriend             | Dream Ghost Número 2           | Episódio: 1x15 "Josh Has No Idea Where I Am"                                              |
| 2016        | 365Black Awards                 | Co-apresentadora               |                                                                                           |
| 2017        | Let It Shine                    | Jurada                         | Jurada da fase de audições ao lado de Gary Barlow, Danii Minogue e Martim Kemp na BBC One |
| 2019-2021   | A Black Lady Sketch Show        | Vários papeis                  | 4 episódios                                                                               |
| 2019        | Little Mermaid Live             | Emcee                          | Musical transmitido ao vivo pela emissora ABC.                                            |
| 2020        | Whose Line is it Anyway?        |                                |                                                                                           |
| 2021        | Wicked in Concert               |                                | Performance de What is This Feeling e Defying Gravity                                     |
| 2022        | The Masked Singer (EUA)         | Harpa (Harp)                   | Vencedora da 8ª temporada                                                                 |
| 2023        | The Masked Singer (Reino Unido) | Água-viva (Jellyfish)          | Semifinalista da 4ª temporada                                                             |
| 2024        | Disney Junior's Ariel           | Úrsula (voz)                   |                                                                                           |
| 2024        | Monster High                    | Catty Noir (voz)               | 2ª temporada - Episódios "The Shapeshiftian Candidate" e "One Were to Rule Them All"      |

### Filmes
| Ano  | Filme                                   | Papel          | Notas                           |
| ---- | --------------------------------------- | -------------- | ------------------------------- |
| 2011 | Glee: The 3D Concert Movie              | Mercedes Jones |                                 |
| 2015 | "My One Christmas Wish"                 | Jackie Turner  | Filme para a televisão          |
| 2018 | "Nobody's Fool"                         | Kalli          |                                 |
| 2020 | "Infamous"                              | Elle           |                                 |
| 2021 | Christmas Deja Vu                       | Kandi          | Filme para televisão (BET+)     |
| 2022 | Single Black Female                     | Simone         | Filme para televisão (Lifetime) |
| 2024 | Single Black Female 2: Simone's Revenge | Simone         | Filme para televisão (Lifetime) |

## Vídeos Musicais
| Ano  | Artista        | Título                                                                             |
| ---- | -------------- | ---------------------------------------------------------------------------------- |
| 2013 | Eric Bellinger | "Never Be Lonely"                                                                  |
| 2016 | Todrick Hall   | "Lions and Tigers and Bears" e "See Your Face" do álbum visual "Straight Outta Oz" |
| 2020 | RILEY          | BGE                                                                                |
| 2020 | RILEY          | Creepin'                                                                           |

## Teatro
| Ano       | Título                           | Papel        |
| --------- | -------------------------------- | ------------ |
| 2012      | Cotton Club Parade (Musical)     | Protagonista |
| 2014      | Hair (musical)                   | Dionne       |
| 2016–2017 | Dreamgirls (musical)             | Effie White  |
| 2019      | Little Shop Of Horrors (musical) | Audrey II    |

## Prêmios e indicações
| Ano  | Prêmio                          | Categoria                                            | Resultado | Notas                                      |
| ---- | ------------------------------- | ---------------------------------------------------- | --------- | ------------------------------------------ |
| 2010 | Screen Actors Guild Awards      | Melhor performance de elenco em uma série de comédia | Venceu    | Glee                                       |
| 2010 | Teen Choice Award               | Choice TV: Ladrão de Cenas Feminino                  | Indicado  | Glee                                       |
| 2010 | Teen Choice Award               | Choice Music: Grupo                                  | Indicado  | Glee                                       |
| 2011 | Grammy Awards                   | Melhor Performance Pop por Dupla ou Grupo            | Indicado  | "Don't Stop Believin' (Regionals version)" |
| 2011 | Screen Actors Guild Awards      | Melhor performance de elenco em uma série de comédia | Indicado  | Glee                                       |
| 2011 | NAACP Image Awards              | Melhor Atriz Coadjuvante em Série de Comédia         | Indicado  | Glee                                       |
| 2012 | Screen Actors Guild Awards      | Melhor performance de elenco em uma série de comédia | Indicado  | Glee                                       |
| 2012 | NAACP Image Awards              | Melhor Atriz Coadjuvante em Série de Comédia         | Indicado  | Glee                                       |
| 2013 | NAACP Image Awards              | Melhor Atriz em Série de Comédia                     | Indicado  | Glee                                       |
| 2013 | Screen Actors Guild Awards      | Melhor performance de elenco em uma série de comédia | Indicado  | Glee                                       |
| 2017 | Whatsonstage Awards             | Melhor Atriz em um Musical                           | Venceu    | Dreamgirls                                 |
| 2017 | Laurence Olivier Award          | Melhor Atriz em um Musical                           | Venceu    | Dreamgirls                                 |
| 2017 | Evening Standard Theatre Awards | Melhor Performance Musical                           | Venceu    | Dreamgirls                                 |
| 2018 | Classic Brit Awards             | Album do Ano                                         | Indicado  | Songs from the Stage (Leading Ladies)      |
| 2024 | CMT Music Awards                | CMT Performance do Ano                               | Indicado  | CMT Smashing Glass—R.E.S.P.E.C.T.          |